# Königreich Wessex

Britannien ca. 802

Das Königreich Wessex (altenglisch Ƿestseaxna Rīce = „Reich der West-Sachsen“, englisch Kingdom of Wessex) war eines der angelsächsischen Königreiche während des frühen Mittelalters, die vor der Gründung eines Königreichs England bestanden. Die heute noch Wessex genannte Region lag im Süden und Südwesten Englands. Zeitlich hatte das Königreich Wessex etwa vom 6. Jahrhundert bis zum 10. Jahrhundert Bestand. Nach angelsächsischer Geschichtsschreibung wurde Wessex durch Cerdic und Cynric im heutigen südlichen Hampshire gegründet, aber dies ist vermutlich eine Legende. 
Die ersten angelsächsischen Siedlungen im 6. Jahrhundert, aus denen Wessex entstehen sollte, lagen vermutlich im Themsetal; später breiteten sich die Westsachsen in Chilterns, Gloucestershire und Somerset aus. Das Königreich Wessex stand im 7. und 8. Jahrhundert in Konkurrenz zum Königreich Mercia um die Vorherrschaft im Süden und Westen Britanniens. Ab dem 9. Jahrhundert, mit dem Niedergang Mercias, übte Wessex eine Vorherrschaft über größere Teile Englands aus. Als Wikinger aus Skandinavien ab dem 9. Jahrhundert in Britannien einfielen, war Wessex das letzte angelsächsische Königreich, das nicht unter dänischen Einfluss geriet. Unter König Alfred dem Großen gelang es den Westsachsen, die Wikinger zurückzudrängen. Alfreds Nachfahre Æthelstan war schließlich der erste westsächsische König, unter dessen Herrschaft England als Königreich vereint war. Die Unterwerfung Englands durch den dänischen König Knut den Großen leitete de facto das Ende des Königreichs ein; die endgültige Auflösung erfolgte mit der Eroberung der Insel unter Normannenherzog Wilhelm den Eroberer.

## Geschichte

Angelsächsische Königreiche um 600

### Vorgeschichte und Anfänge der sächsischen Besiedlung
Britannien war ursprünglich durch keltische Stämme besiedelt, die sich ab dem ersten Jahrhundert n. Chr. mit einer römischen Besatzung arrangieren mussten. Ab dem 5. Jahrhundert begannen die Römer, ihre Truppen abzuziehen; die Briten waren in ihrer Verteidigung gegen die Pikten im Norden und einfallende germanische Stämme im Süden zunehmend auf sich allein gestellt. Es begann eine Periode der Besiedlung und Eroberung Britanniens durch die germanischen Stämme der Sachsen, Angeln und Jüten (später mit dem Sammelbegriff Angelsachsen bezeichnet).
Nach der Angelsächsischen Chronik landeten die Gründer des Königreichs Wessex, Cerdic und Cynric, 495 mit fünf Schiffen in Britannien, und zwar im Süden Hampshires. Nach der Chronik eroberten sie anschließend noch die Isle of Wight. Historiker stellten diese Geschichtsschreibung jedoch in Frage und verwiesen sie eher in den Bereich der Legende, weil die Angelsächsische Chronik im Widerspruch zu anderen Quellen der Zeit wie z. B. Bedas Historia ecclesiastica gentis Anglorum steht, die Hampshire und die Isle of Wight als Siedlungsraum der Jüten, nicht der Sachsen identifiziert. Aufgrund der vorliegenden Daten aus Geschichtsschreibung, Archäologie und Forschung zu Ortsnamen geht man davon aus, dass das obere Tal der Themse ein Zentrum sächsischer Siedlungen ab dem 5. Jahrhundert war. Cerdic, der Gründer der westsächsischen Dynastie, könnte sich um 530 im oberen Themsetal festgesetzt haben. Zu diesem Zeitpunkt wurde Cerdics Volk noch als Gewisse oder Gewissæ bezeichnet. Der Name Westsachsen sollte erst unter einem späteren König, Caedwalla, üblich werden.
Wessex umfasste zu Beginn seiner Geschichte den westlichen Teil des Gebiets südlich der Themse zwischen Themsetal und Kanalküste, aber ohne die britisch-keltischen Bereiche in Devon und Cornwall. Das Königreich hatte als ersten Zentralort den Römerort Dorchester, Mitte des 7. Jahrhunderts wurde der Zentralort nach Winchester verschoben.

### Expansion bis 802
Nach der Angelsächsischen Chronik expandierte das Reich der Westsachsen zunächst unter Ceawlin, dem unter anderem im Jahr 577 die Eroberung der ehemals britischen Gloucester, Cirencester und Bath zugeschrieben wird. Es ist unklar, ob die Chronik hier verlässlich berichtet, aber man kann davon ausgehen, dass zu Ceawlins Zeiten die Westsachsen im oberen Themsetal fest etabliert und in der Lage waren, von benachbarten Königreichen in Südengland Tribut zu verlangen.
Auf Ceawlin folgten seine Nachkommen Ceol, Ceolwulf, Cynegils und Cenwalh als Könige der Westsachsen bis 673. Cenwalhs Witwe Seaxburh versuchte nach seinem Tod für ein Jahr den Thron zu halten, wurde aber schließlich durch Aescwine ersetzt, einen Nachkommen eines zweiten Bruders von Ceawlin, auf den wiederum Centwine, Sohn von König Cynegils folgte. Die Angelsächsische Chronik beschreibt verschiedene Schlachten und Eroberungen zu dieser Zeit, unter anderem die Schlachten von Beandun (614), Peonnan (658) und Posentesbryig (661). Nicht bei jeder Schlacht ist genau bekannt, an welchem Ort sie stattfand. Man geht davon aus, dass sich die meisten Schlachten auf das heutige Nord-Wiltshire, Nord-Somerset und das südliche Gloucestershire konzentrierten. Es gibt ferner Indizien, dass sich die Westsachsen bis Dorset, Somerset und Exeter ausbreiteten, denn König Cenwalh war ein Gönner der Abtei in Sherborne (Dorset), König Centwine von Glastonbury (Somerset), und der westsächsische Bonifatius erhielt seine Ausbildung in einer Abtei in Exeter.
Als Caedwalla König der Westsachsen wurde, erlebte Wessex einen erheblichen Machtzuwachs. Innerhalb weniger Jahre gelang es ihm, die Regionen südlich der Themse zu erobern und sich als König von Sussex, von Surrey und der jütischen Provinzen in Hampshire und der Isle of Wight zu etablieren; seinen Bruder machte er zum König von Kent. Dieser hielt Kent aber nur kurz; er wurde dann von den Einwohnern in Kent getötet. Caedwallas kurze Regierungszeit (685–689) war eine entscheidende Veränderung in der Entwicklung von Wessex: Wurde bisher nur auf Kosten der britisch-keltischen Herrscher im Südwesten expandiert, trieb Caedwalla die Kontrolle über angelsächsische Nachbarkönigreiche im Süden und Südosten voran.
Caedwallas Nachfolger Ine (688–726) konnte Caedwallas erzielte Hegenomie über den Süden Englands (bis auf Kent und Surrey) aufrechterhalten. Ine ist als westsächsischer König ferner auch bemerkenswert, weil unter seiner Herrschaft die einzige bekannte westsächsische Gesetzessammlung außer der von Alfred dem Großen entstand. Interessant ist an Ines Gesetzessammlung, dass er versuchte, sowohl seinen britischen wie seinen angelsächsischen Untertanen gerecht zu werden – ein Indiz, dass die Integration von angelsächsischer und britischer Gesellschaft noch nicht vollständig stattgefunden hat. Im 8. Jahrhundert, vermutlich auch unter Ine, wurde auch das System der Verwaltung des Königreichs durch Earldormen und die Aufteilung in Verwaltungsbezirke, die Shires, etabliert, was sich bis in die heutige Zeit erhielt.
Im 8. Jahrhundert war das Königreich Mercia auf dem Höhepunkt seiner Macht und erlangte speziell unter seinen Königen Offa und Aethelbald großen Einfluss über viele seiner Nachbarkönigreiche. Im Gegensatz zu kleineren Königreichen wie Hwicce konnte Wessex jedoch seine Eigenständigkeit bewahren, auch wenn Wessex' Könige zeitweise die Oberhoheit von Mercia anerkannten.

### Vorherrschaft im Süden und erste Wikingereinfälle
Mit der Thronbesteigung von Egbert 802 begann eine neue Phase für das Königreich Wessex: Mit dem Niedergang von Mercias Macht eroberte Egbert 825 Kent, Surrey, Sussex und Essex. In 829 gelang ihm sogar eine Invasion in Mercia, was er für ein Jahr regierte. Gekrönt wurden Egberts Erfolge durch die Unterwerfung des Königs von Nordhumbrien unter seine Oberhoheit. 830 war jedoch der merzische König Wiglaf wieder an der Macht, und Egbert dürfte keinen Einfluss mehr auf Mercia und Norhumbrien ausgeübt haben. Dennoch war der Machtzuwachs unter Egbert enorm, denn er eroberte Kent, Surrey, Sussex und Essex sowie später auch Cornwall, womit die Westsachsen die Kontrolle über alles Land südlich der Themse hatten, inklusive der Teile von Essex nördlich des Flusses.
Der Einfluss von Wessex erstreckte sich damit seit dem frühen 9. Jahrhundert über die heutigen Grafschaften Devon und Cornwall. Die nördliche Grenze von Wessex war vermutlich die Themse. Die Gegend ist heute das Kernland der Grafschaften Hampshire, Wiltshire, Dorset, Somerset und Berkshire. Eine wichtige Siedlung in Wessex war Winchester, das unter Alfred dem Großen 871 zur Hauptstadt wurde.
Egbert gelangt es auch, den Thron für seine Familie für eine längere Zeit zu sichern: So folgten auf ihn sein Sohn Æthelwulf (839–858), der wiederum nacheinander von seinen Söhnen Aethelbald (855–860), Aethelbert (860–866), Aethelred (866–871) und Alfred (871–899) beerbt wurde. Aethelwulf und seine Söhne konnten ihren Einfluss auf Mercia und Wales mit einer geschickten Heirats- und Bündnispolitik ausdehnen.
In die Zeit von Egbert und seinen Nachkommen fällt auch die Zeit der ersten Wikingereinfälle, die schließlich zu einer Bedrohung für die angelsächsischen Königreiche wurden. Wessex war aus zwei Richtungen bedroht: Seine westlichen Küsten wurden von Wikingern ('Hiberno-Norse') im 9. Jahrhundert überfallen, die sich in Irland, der Isle of Man und an der Westküste Schottlands angesiedelt haben. Nach Siegen von Egberts Armee über die Hiberno-Norse waren diese davon abgebracht, permanent in Wessex zu siedeln. Größere Gefahr drohte den Teilen von Wessex, die am Ärmelkanal lagen: Sie wurden durch dänische Flotten bedroht, die auch eine Basis in Franken hatten und von dort aus operierten. Bis 865 mussten die Westsachsen verschiedene Überfälle auf ihre Küsten abwehren, aber eine größere Bedrohung für Wessex entstand erst ab 865, als das sogenannte Große Heidnische Heer (engl. 'Great Heathen Army') in Thanet landete und große Teile Britanniens begann zu erobern.

### Englisches Königreich unter Alfred und seinen Nachkommen

England um 878

Ab 865 gelang es den dänischen Wikingern, die zunächst nur Raubzüge im Osten Britanniens unternommen hatten, innerhalb kurzer Zeit, eine große Zahl der angelsächsischen Königreiche zu erobern. Als das Große Heidnische Heer schließlich 870/871 Wessex erreichte, hatten die Dänen bereits Mercia und Nordhumbrien erobert. Der Herrschaftsbereich der Dänen, das Danelag (engl. Danelaw) nahm schließlich den ganzen Osten Englands ein. Einen ersten dänischen Angriff wehrte das Heer von Wessex in der Schlacht von Ashdown 871 ab. In zwei späteren Schlachten siegten die Dänen, bei einer fiel König Aethelred. Daraufhin schloss Aethelreds Nachfolger Alfred einen Friedensvertrag mit den Dänen, wobei der Friedensschluss offenbar vor allem in einer Tributzahlung an die Dänen bestand. Bei weiteren Auseinandersetzungen mit den Dänen 878 war Alfred schließlich erfolgreich und schlug sie so nachhaltig, dass sie mit Alfred einen neuen Vertrag abschlossen. Alfred der Große von Wessex war damit der einzige angelsächsische König, der den Vormarsch der Wikinger schließlich stoppen konnte. Er baute Cornwall als militärischen Stützpunkt aus und vertrieb die Dänen 878 aus Wessex.

Earldoms in England um 1025

Die militärischen Erfolge Alfreds sind auf verschiedene Maßnahmen zurückzuführen: Unter Alfred wurde die Landesverteidigung reformiert, so etablierte er ein stehendes Heer und erneuerte Verteidigungsanlagen (burh), so dass es ein Netz von Fluchtburgen und befestigten Siedlungen in Wessex gab. Es gab zwar schon vor Alfred Befestigungsanlagen, aber unter Alfred wurden diese ausgebaut und vernetzt: So sollte ein burh nicht weiter als eine Tagesreise entfernt sein, und die Verteidigungsanlagen waren durch Flüsse, alte römische Straßen oder andere Transportwege miteinander verbunden. Neben militärischen Reformen führte Alfred auch Neuerungen im Bereich Verwaltung, Bildung und Gesetzgebung durch.
Da durch die Eroberung der Dänen alle konkurrierenden angelsächsischen Königreiche erloschen waren, konnten die Könige von Wessex als die letzten angelsächsischen Könige größere Gebiete Englands nun unter ihren Einfluss bringen. Æthelstan herrschte ab 925 über große Teile des heutigen Englands, und ihm gelang es, Nordhumbrien zu erobern, was allerdings unter seinem Sohn wieder verloren ging. Unter seinen Nachfolgern Eadred und Edgar gelang erneut eine zeitweise Vereinigung großer Teile Englands einschließlich Nordhumbrien.
Unter Alfreds Nachfolgern flammten die territorialen Auseinandersetzungen mit den Dänen wieder auf, in großem Stil, als Aethelred II Unraed in Wessex an der Macht war (978–1016). Die Vereinigung Englands unter den Königen von Wessex nahm ihr Ende mit der Eroberung Englands durch den dänischen König Knut der Große 1016, der Earldoms auf der Basis der früheren Königreiche Nordhumbrien, Mercia und East Anglia etablierte, aber Wessex unter seiner persönlichen Verwaltung ließ. Nach ein paar Jahren ging das Earldom Wessex an seinen Vertrauten Godwin und dann dessen Sohn Harold. Harold wurde 1066 selbst König und vereinigte das Earldom von Wessex mit der englischen Krone.
Als England 1066 von Wilhelm erobert wurde, begann die normannische Herrschaft in England. Unter Wilhelm wurden umfassende politische und organisatorische Reformen durchgeführt, die die angelsächsische Elite entmachtete und durch normannische Adelige ersetzte. Unter anderem wurden die großen angelsächsischen Earldoms aufgelöst und durch kleinere Einheiten ersetzt. So endete auch die Zeit von Wessex als Earldom und damit als politische Einheit.

## Könige von Wessex
Die Könige von Wessex führen ihre Abstammung auf Cerdic zurück, den legendären Gründer des westsächsischen Herrschaftsbereichs im 6. Jahrhundert.
- Cerdic (519–534)
- Cynric (534–560)
- Ceawlin (560–591)
- Ceol (591–597)
- Ceolwulf (597–611)
- Cynegils (611–643)
  - Cwichelm (611?–636)
- Cenwalh (643–645) (abgesetzt)
- Penda, König von Mercia (645–648)
  - Cenberht, Unterkönig (640er–661)
- Cenwalh (648–672)
  - Cuthred Cwichelming, Unterkönig in Berkshire (648–661)
  - Cenred, Unterkönig in Dorset (fl. um 670/676–705/717)
- Seaxburg, Königin von Wessex (672–674)
- Cenfus (674)
- Æscwine (674–676)
- Centwine (676–685)
  - Baldred, Unterkönig in Nordsomerset und Wiltshire (fl. 681–693)
  - Cissa, Unterkönig in Wiltshire und Teilen von Berkshire (fl. ?–699?)
- Caedwalla (685–688)
- Ine (688–726)
- Æthelheard (726–740)
- Cuthred (740–756)
- Sigeberht (756–757)
- Cynewulf (757–786)
- Beorhtric (786–802)
- Egbert (802–839)
- Æthelwulf (839–856)
- Æthelbald (856–860)
- Æthelberht (860–865)
- Æthelred (865–871)
- Alfred der Große (871–899)
- Edward der Ältere (899–924)
- Æthelweard (924)
- Æthelstan (924–927)

In der Folge ging das Königreich Wessex im Königreich England auf (siehe: Liste der Herrscher Englands).

## Aus Wessex stammende Heilige
- Bonifatius
- Cuthburga
- Lioba von Tauberbischofsheim
- Richard von Wessex
- Walburga
- Willibald von Eichstätt
- Wuna
- Wunibald

## Wessex als regionale Einheit heute
Wessex wurde vom englischen Autor Thomas Hardy (1840–1928) als fiktive Grafschaft im Südwesten Englands verwendet, in der die meisten seiner Romane spielen. Die fiktive Region entspricht in etwa dem historischen Königreich Wessex.
Auch Robert Harris siedelt die Handlung seines 2019 erschienenen Romans 'The Second Sleep' (dt. 'Der zweite Schlaf') in Wessex an.
Wessex ist im südlich-zentralen England ein gängiger Ausdruck, um sich auf die Region zu beziehen. Viele Institutionen, die sich auf die Region beziehen, die Dorset, Somerset, Hampshire und Wiltshire insgesamt umfasst, verwenden den Namen Wessex, z. B. Wessex Bus, Wessex Water und Wessex Institute of Technology.
Ungewöhnlicherweise wurde Prinz Edward 1999 anlässlich seiner Hochzeit mit Sophie Rhys-Jones zum Earl of Wessex und Viscount Severn ernannt. Der Titel des Earl of Wessex wurde seit über 900 Jahren nicht mehr genutzt. Der letzte Earl, König Harald II., wurde während der Schlacht bei Hastings 1066 getötet.